# Proprioseiopsis temperus
Proprioseiopsis temperus är en spindeldjursart som beskrevs av James P. Tuttle och Muma 1973. Proprioseiopsis temperus ingår i släktet Proprioseiopsis och familjen Phytoseiidae. Inga underarter finns listade i Catalogue of Life.